# Трето доба
„Трето доба” је југословенска и македонска телевизијска серија снимљена 1987. године у продукцији ТВ Скопље.

## Епизоде
| Сезона | Епизода | Назив | Датум           |
| ------ | ------- | ----- | --------------- |
| 1      | 1       | /     | 22. марта 1987. |
| 1      | 2       | /     | 29. марта 1987. |
| 1      | 3       | /     | 5. априла 1987. |

## Улоге
| Глумац                    | Улога              |
| ------------------------- | ------------------ |
| Киро Ћортошев             | Тошо (3 еп. 1987)  |
| Душан Костовски           | Гјоко (3 еп. 1987) |
| Тодор Николовски          | Ацо (3 еп. 1987)   |
| Љупка Џундева             | Цвета (3 еп. 1987) |
| Петре Прличко             | Војо (3 еп. 1987)  |
| Владимир Светиев          | (3 еп. 1987)       |
| Таска Балабанова          | Ленка (3 еп. 1987) |
| Ненад Стојановски         | (3 еп. 1987)       |
| Силвија Стојановска       | (3 еп. 1987)       |
| Светолик Никачевић        | (3 еп. 1987)       |
| Гоце Тодоровски           | (3 еп. 1987)       |
| Ванчо Петрушевски         | (3 еп. 1987)       |
| Благоја Спиркоски Џумерко | (3 еп. 1987)       |
| Илко Стефановски          | (3 еп. 1987)       |
| Панче Камџик              | (3 еп. 1987)       |
| Драги Крстевски           | (3 еп. 1987)       |
| Добрила Пучкова           | (3 еп. 1987)       |
| Нада Гешовска             | (3 еп. 1987)       |
| Синоличка Трпкова         | (3 еп. 1987)       |

 Остале улоге ▼
| Глумац             | Улога                   |
| ------------------ | ----------------------- |
| Драган Спасов Дач  | (3 еп. 1987)            |
| Сенко Велинов      | (3 еп. 1987)            |
| Соња Осхавкова     | (3 еп. 1987)            |
| Милица Стојанова   | (3 еп. 1987)            |
| Сабина Ајрула      | (3 еп. 1987)            |
| Видосава Грубач    | (3 еп. 1987)            |
| Ангелина Иванова   | (3 еп. 1987)            |
| Јовица Михајловски | (3 еп. 1987)            |
| Мајда Тушар        | (3 еп. 1987)            |
| Димитар Гешоски    | (3 еп. 1987)            |
| Илија Милчин       | (3 еп. 1987)            |
| Ацо Јовановски     | (3 еп. 1987)            |
| Анастас Тановски   | (3 еп. 1987)            |
| Соња Каранџуловска | (3 еп. 1987)            |
| Гјоко Ташевски     | (3 еп. 1987)            |
| Јосиф Јосифовски   | (непознат број епизода) |

Комплетна ТВ екипа ▼
| Редитељ                   | Иван Митевски       | (3 еп. 1987)                                       |
| Сценариста                | Русомир Богдановски | (3 еп. 1987)                                       |
| Композитор                | Љупчо Константинов  | (2 еп. 1987)                                       |
| Директор фотографије      | Димитар Владички    | (2 еп. 1987)                                       |
| Монтажер                  | Кемал Демировић     | (2 еп. 1987)                                       |
| Монтажер                  | Дилавер Мустафа     | (2 еп. 1987)                                       |
| Сценограф                 | Таки Павловски      | (2 еп. 1987)                                       |
| Костимограф               | Георги Здравев      | (2 еп. 1987)                                       |
| Помоћник режије           | Гјоргји Георгиевски | помоћник редитеља (2 еп. 1987)                     |
| Помоћник режије           | Драги Савевски      | први помоћник редитеља (2 еп. 1987)                |
| Одсек за звук             | Виктор Иванов       | тон мајстор (2 еп. 1987)                           |
| Одсек за звук             | Филип Поповски      | микроман (2 еп. 1987)                              |
| Одсек за камеру и расвету | Назим Петреф        | сниматељ (2 еп. 1987)                              |
| Одсек за костим           | Жаклина Крстевска   | помоћник дизајнера костима (непознат број епизода) |
| Остала екипа              | Каја Живковић       | секретар режије (2 еп. 1987)                       |